# Histoire de Seine-et-Marne
 (août 2015).
Cet article présente les faits marquants de l'histoire du département de Seine-et-Marne  de la région Île-de-France.

## Préhistoire
Le site de Pincevent à La Grande-Paroisse, non loin de Montereau-Fault-Yonne, a livré les vestiges d'un campement magdalénien, occupé durant plusieurs siècles et témoignant de l'activité humaine il y a environ 12 300 ans. Le climat était alors plutôt frais. On visitera avec intérêt le Musée de la Préhistoire d'Île-de-France situé à Nemours.
Des fouilles archéologiques ont mis au jour une herminette datant de la période Néolithique démontrant des traces d'occupation humaine à Torcy au Néolithique.

## Nations gauloises
Plusieurs peuples gaulois se partageaient le territoire de l'actuel département de Seine-et-Marne. Les Meldes (capitale Meaux) occupaient le nord-ouest du département. Les Sénons étendaient leur autorité sur un vaste territoire de la Vallée de l'Yerres jusqu'à Auxerre dans l'Yonne. Les Parisii contrôlaient la frange occidentale du département entre l'Yerres et la Marne. Peut-être quelques Suessions au nord-ouest si leur territoire allait bien jusqu'au Petit Morin. Ces peuples prennent part au soulèvement de Vercingétorix.

## Époque gallo-romaine
Les principales villes de la période sont Melun (Melodunum) et Meaux (Iatinum). Melun fait un temps figure de rivale sérieuse pour Paris (Lutèce)[réf. nécessaire]. Les campagnes se couvrent de villae si typiques de la période gallo-romaine et dont on détecte désormais la présence grâce à l'observation aérienne. Ces études ont montré que ces implantations étaient beaucoup plus nombreuses qu'on l'imaginait.

## Moyen Âge
Clovis Ier élève Melun au rang de duché. Il fait fortifier la ville qui connaît un renouveau. Sa richesse engendra quelques malheurs tel les raids vikings qui touchent également cruellement Meaux. Citons ici les raids de 852 et de 886 pour l'exemple. Deux conciles se tiennent à Meaux à propos de l'attitude à adopter face aux Vikings.
Les premiers Capétiens résident souvent à Melun tandis que Montereau se dote d'un château-fort en 1026. Provins émerge des limbes avec une première citation écrite au VIIIe siècle. La position est rapidement fortifiée par les comtes de Champagne ; la Tour César qui se dresse en 1150 est l'un des symboles du règne d'un demi-siècle (1102-1152) de Thibault-le-Grand. Provins s'impose rapidement en s'appuyant principalement sur ses fabriques de draps très renommés et sur sa foire, la plus fameuse des foires de Champagne. Exempte de taille et dotée depuis 1179 d'une charte communale donnant aux bourgeois le pouvoir judiciaire, puis en 1230, ils obtiennent le pouvoir électoral avec choix du maire et du conseil, Provins est au faîte de sa gloire. 
Quand Abélard est chassé de Paris en 1138, c'est à Melun qu'il vient poursuivre son enseignement.
À noter la naissance du futur Philippe-Auguste à Jard (4 km de Melun) le 21 août 1165. À la même période (1169), Fontainebleau trouve son nom. Ce hameau est doté d'un rendez-vous de chasse et d'une chapelle par Louis VII. Saint Louis qui appréciait beaucoup Fontainebleau qu'il appelait ses « déserts », y fait construire un pavillon et un hôpital. Philippe le Bel y naît et y meurt.
Si le Gâtinais est rattaché au domaine royal dès 1064, la Brie attend jusqu'en 1285 et le mariage entre Philippe le Bel et Jeanne de Navarre. Le coup est rude pour Provins qui perd ses exemptions fiscales. Sous Philippe le Long, le maire est remplacé par un procureur royal. Jaloux des succès des foires de Champagne, les rois de France brident en fait les désirs de Provins afin de promouvoir les foires parisiennes.
Meaux se signale en 1239 en générant un groupe de soi-disant hérétiques cathares, bien loin de sa zone d'origine. Le 22 mai 1239, 83 cathares sont brûlés en tant qu'hérétiques.
La guerre de Cent Ans est particulièrement pesante avec son cortège de pillages, de peste et de famines. Cette instabilité conduit les paysans au soulèvement en 1358 sous la conduite de Guillaume Callet. Les Jacques brûlent une soixantaine de belles demeures et massacrent tous leurs occupants. Quand la troupe se présente devant les portes de Meaux, les nobles se cachent. Les habitants de Meaux ouvrent alors les portes de la ville aux émeutiers, et le maire, Jean Soulas, les guide lui-même jusqu'à la cachette des nobles. Gaston Fébus, comte de Foix, arrive à la rescousse avec une troupe de chevaliers, taillant en pièces les révoltés. En punition, la ville de Meaux est livrée aux flammes pendant quinze jours tandis que son maire est pendu. Cette même année 1358, Charles le Mauvais s'empare de Lagny, Montereau-Fault-Yonne et Melun, ville que Duguesclin reprend six ans plus tard.
En 1419, Jean sans Peur, duc de Bourgogne, est assassiné sur le pont de Montereau. En 1420, Melun soutient un siège mémorable face aux Anglais et aux Bourguignons, leurs alliés. La famine cause la chute de la ville. Meaux tient le siège pendant cinq mois, mais finit par se rendre, faute de vivres. Les Anglais sont sans pitié : les défenseurs de la ville sont pendus ou ont la tête tranchée. Lagny, qui connaissait une belle prospérité aux XIIe et XIIIe siècles, subit un sévère coup d'arrêt avec la guerre de Cent Ans.

## Époque moderne
Meaux est l'une des villes les plus actives françaises en matière de protestantisme au XVIe siècle avec Jean Leclerc qui prêche dès 1523. En 1546, quatorze protestants sont brulés sur la place publique tandis que nombre d'autres sont bannis. En 1562, la liberté de culte est accordée aux protestants, mais ces derniers tentent de prendre le contrôle de la ville ; ils sont vaincus et massacrés à l'occasion de la Saint-Barthélemy en 1572. Les guerres de religion du XVIe siècle ensanglantent particulièrement Meaux qui avait pris le parti de la Ligue avant de se rendre à Henri IV en 1593. Provins qui n'avait pas connu d'excès religieux jusque-là, prit le parti de la Ligue avant de se rendre à Henri IV en 1592. 
La paix religieuse revient en 1598 avec la signature de l'édit de Nantes. Le temps des crises est passé, et de Meaux à Melun, de Brie-Comte-Robert à Provins, le retour de la paix permet un renouveau basé sur la production agricole. La mode est alors aux résidences luxueuses chez les grands du royaume qui se détournent définitivement des austères constructions médiévales. Le territoire se couvre alors de « folies », nom donné à ses résidences secondaires pour nobles ou grands bourgeois.  
Fouquet reçoit Louis XIV le 17 août 1661 dans son somptueux château de Vaux-le-Vicomte. Pour le jeune roi, c'est un camouflet, et la nouveauté et la munifiscence du château du surintendant Fouquet valent à ce dernier une condamnation à la prison à vie. Autre personnage important de l'entourage du Roi-Soleil, Bossuet est nommé évêque de Meaux en 1681.

## Révolution et Empire

Carte du département de Seine-et-Marne (1790)

Le département de Seine-et-Marne est formé le 4 mars 1790 par assemblage de parties de l'Île-de-France, de la Brie, de la Champagne et du Gâtinais. Pendant la Terreur, Meaux n'échappa pas aux exactions. En septembre 1792, on massacre un grand nombre de prisonniers.
De 1791 à 1793, les 5 districts (Melun, Meaux, Provins, Nemours et Rosoy) du département de Seine-et-Marne fournirent 6 bataillons de volontaires nationaux.
Un des évènements seine-et-marnais de la Révolution française fut la détermination du mètre-étalon, à partir de la définition retenue du mètre par l'Assemblée constituante (à savoir la mesure de longueur égale à la dix millionième partie de l'arc du méridien terrestre compris entre le pôle boréal et l'équateur). Jean-Baptiste Joseph Delambre fut chargé de mesurer la distance entre Dunkerque et Rodez (par triangulation). Les opérations de mesure eurent lieu de 1792 à 1799. C'est finalement la route de Lieusaint à Melun qui fut choisie pour établir la première base de mesure (la seconde étant située près de Perpignan). Les mesures furent effectuées entre les deux bases, l'une à Lieusaint, l'autre à Melun, du 5 floréal an VI au 15 prairial an VI (du 24 avril au 3 juin 1799).
Le département de Seine-et-Marne, et la Brie tout particulièrement, est à cette époque en pointe dans les questions de révolution agricole. Les inventaires des outils et les rendements font état de progrès importants. La découverte du traitement de la betterave sucrière pour produire du sucre est considérable pour le département qui adopte dès 1802 cette culture. La concurrence avec les colonies qui utilisent une main-d'œuvre servile place très tôt les grands propriétaires seine-et-marnais dans le camp des abolitionnistes. 
En 1814, Mormant, Nangis, Montereau et Donnemarie furent le théâtre des derniers faits d'armes de la Campagne de France. Napoléon fait ses adieux dans la cour du Cheval Blanc du château de Fontainebleau, résidence favorite de l'Empereur. En 1815, le département souffre particulièrement de l'invasion étrangère.

## XIXesiècle
Le département de Seine-et-Marne est particulièrement touché par les affres de la guerre de 1870 et de l'occupation prussienne.
En 1896, les « statistiques morales » recensent 101 000 habitants illettrés, 26 000 sachant seulement lire et 229 000 sachant lire et écrire. 16 habitants sur 100 sont dans l'indigence ; on recense 24 établissements hospitaliers. 140 hommes et 75 femmes sont détenus dans les prisons départementales.

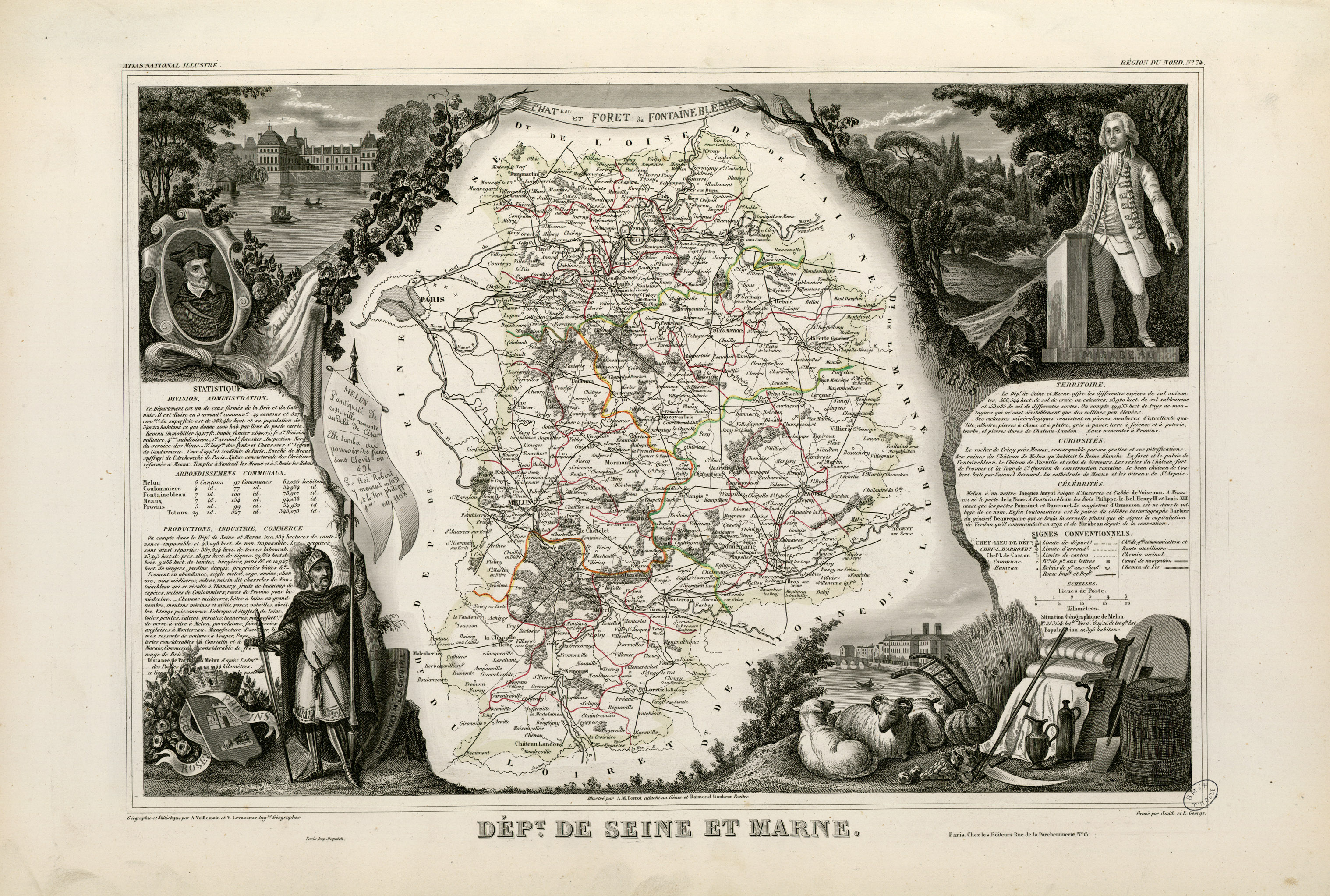
La Seine-et-Marne au XIXe siècle.

## XXesiècle
En 1914 le département se rendit célèbre par la bataille de la Marne où eut lieu aussi l'épisode des taxis de la Marne; cette bataille permit de repousser les armées allemandes qui menaçaient d'envahir Paris.
La deuxième moitié du XXe siècle est marquée par une transformation durable du département de Seine-et-Marne. En effet, du fait de l'accroissement de l'agglomération parisienne, l'ouest du département connait une rapide croissance démographique, symbolisée par la création des villes nouvelles de Sénart, près de Melun, et de Marne-la-Vallée au nord du département, tandis que l'est garde son caractère rural et agricole, bien que progressivement absorbé par l'aire urbaine de Paris.